# Die Perlen
Die Perlen ist eine deutsche Minimal-Electro- und Electroclash-Musikgruppe, die im April 2000 in Nürnberg gegründet wurde.

## Geschichte
Die Gruppe wurde 2000 als Hobbyprojekt „Perlen vor die Säue“ gegründet. Da bereits eine Gruppe dieses Namens existierte, erfolgte rasch eine Umbenennung des Duos in „Die Perlen“. Nachdem jahrelang mehrere Demoaufnahmen erschienen, folgte 2004 die erste EP Gedankenzüge und 2006 das Debütalbum Telektroponk. Der Name des ersten Albums, soll nach eigener Angabe auch die Musik von Die Perlen beschreiben: Elektropop, gemischt mit Punk und Einflüssen aus Chiptune (zur Klangerzeugung nutzt die Band zuweilen einen Atari Heimcomputer) und Neuer Deutscher Welle.
Nachdem die ersten Veröffentlichungen allesamt im Eigenvertrieb erfolgten, erschienen die Alben unter dem Label Fire Zone. Auf dem Album Szenenwechsel, auf dem, laut eigener Aussage, der Klang deutlich ausgereifter ist, wirkt zudem auf einem Stück (Wir hören mit) die Musikgruppe Welle: Erdball mit, und auf zwei weiteren die französische Rockgruppe Joy Disaster. Eine weitere Zusammenarbeit mit Welle: Erdball befindet sich auf deren Maxi-CD Ich bin aus Plastik (2008).
2003 gewannen Die Perlen den Bandwettbewerb „Projekt 19“ der Hörfunksendung Zündfunk des Bayerischen Rundfunks und eine Zusammenarbeit mit Mario Thaler, dem Produzenten von The Notwist. 2009 veröffentlichten Die Perlen die EP Stadt. Diese erschien als limitierte 10"-Vinyl-EP. Ebenfalls 2009 erschien die 7"-Vinyl-Single Nur tote Männer sind schön. Diese bietet auf der A-Seite die Coverversion, bzw. Neuinterpretation des Welle: Erdball-Liedes Nur tote Frauen sind schön. Die B-Seite der auf 500 Exemplare limitierten Single, beinhaltet das Lied Allein im Funkhaus, eine Kooperation der Gruppen Die Perlen, Welle: Erdball, Sonnenbrandt und Hertzinfarkt, die hier als Projekt Die Funkhausgruppe in Erscheinung treten.
Zum 10-jährigen Bandjubiläum erschien Ende November 2009 eine Kompilation, über deren Zusammenstellung die Fans von Die Perlen entschieden hatten.
2011 erschien im Rahmen der Bandkooperation das unter Funkhausgruppe veröffentlichte Album Mono-Poly. Nach einer 3-jährigen Pause veröffentlichten Die Perlen 2012 das Album zurück. Es stieg in den Deutschen Alternative Charts bis Platz 4 und konnte sich dort einige Wochen halten. In Italien erreichte das Album Platz 1 der Alternativen Charts. Insgesamt vereint es gegensätzliche Klänge (C64 mit E-Gitarre, Streichern etc.). Ursprünglich war zurück als Doppelalbum geplant. Man entschied sich jedoch nur einen Teil der neuen Stücke auf das Album zu bringen. Ein Teil der übrigen Stücke wurde dann 2013 als EP Mein rechter Platz ist leer veröffentlicht. Das gleichnamige Stück ist im Gegensatz zum Album elektronisch gehalten.
2015 ging Katja Hah in eine Babypause. Die Band stellte sieben bis dahin unveröffentlichte Stücke als Studio Session in Form von einzelnen Videoclips monatlich ins Internet. Die Band trat zu einzelnen Konzerten auf, so spielte sie unter anderem 2016 auf dem Welle:Erdball Hörerclubtreffen und gab dort vor allem einige Stücke aus den Anfangstagen zum Besten.
In der Zeit von 2016 bis 2017 widmete sich Ferdinand Ess der Band "Hell-O". Ende 2017 lösten die Die Perlen sich auf, eine offizielle Bekanntgabe erfolgte 2018. Katja Hah ist seitdem in der Band "Kaufkraft" aktiv.

## Diskografie

### Demos
- 2000: Wirf mich weg
- 2001: Grauer Stern
- 2002: …what  is time?
- 2003: Spielbar

### Singles
- 2009: Nur tote Männer sind schön (limitiert, 7"-Vinyl)

### EPs
- 2004: Gedankenzüge
- 2009: Stadt (limitiert, 10"-Vinyl)
- 2013: "mein rechter Platz ist leer"

### Alben
- 2006: Telektroponk
- 2008: Szenenwechsel
- 2009: Zehn
- 2012: Zurück

### Kompilationen
- 2004: Aufnahmezustand  Vol. 3
- 2004: irgendwo in Deutschland
- 2005: Strassenkreuzer Edition Vol.4
- 2005: V - 5th Fanclubedition of theWelle Erdball Hoererclubs
- 2005: Audiosurf Vol.1 Die besten Bands im Netz
- 2005: Aufnahmezustand die Landkarte des deutschen Pop Vol.4
- 2005: miami resistance vol.1
- 2005: Aufnahmezustand (DVD Compilation)
- 2006: Aufnahmezustand die Landkarte des deutschen Pop Vol.5
- 2006: Elektrisch
- 2006: Klangdynamik
- 2007: Operation Mindfuck
- 2007: Kernkrach Hertz 020
- 2007: Smoke and Spotlight
- 2008: MUMM
- 2008: Zillo-Magazine compilation
- 2008: Gothic File 4
- 2008: Expositions - a tribute to Charles de Goal
- 2009: Darkness before dawn Vol. I
- 2009: Zillo 05/09
- 2009: Orkus
- 2009: Help can't wait
- 2009: Black Snow
- 2009: Zoundbies Vol. 1
- 2009: Gothic 46
- 2010: Vlna-CD
- 2010: Lima El3ctronica Vol 1
- 2010: Schwarze Welle
- 2010: Electropop Vol 1
- 2011: XV-Hörerclub
- 2012: Gothic Visions